# エベレット・マーシャル
エベレット・マーシャル（Everett Marshall、1905年11月4日 - 1973年2月10日）は、アメリカ合衆国のプロレスラー。1930年代後半に旧NWAで活躍した。

## 経歴
1905年にコロラド州ラジュンタに生まれた。家業は牧場主。ラジュンタ高校でアメリカンフットボールのオフェンシブラインマンとして活躍し、チームをコロラド王者に導いた。アイオワ大学、コロラド大学ではアマチュアレスリングを行い、学生スポーツの殿堂にも入っている。
1928年にプロレスラーとしてデビュー。プロレスラーとしてはビジネスに徹した。娘のアン・マーシャル・ションバーグによれば、エベレットはその父親から受け継いだ牧場の隣の土地を買うために必要十分な金銭を手に入れようとしていた。しかしエベレット・マーシャルは容姿がよく、想像以上に人気が出た。1920年代のプロレス界の最重要人物のひとりであるビリー・サンドウに目をかけられ、メインイベンターへの道が用意された。
1932年8月4日、ミッドウェスト・レスリング・アソシエーション（Midwest Wrestling Association = MWA）で最初のタイトル（MWA世界ヘビー級王座）を獲得した。
1934年に旧NWAに参加。1935年にヤング・ゴッチを破り、コロラド・ボクシング・コミッションからも世界王者と認定される。この功績から1935年7月3日にMWAからも世界王者と認定を受けている。1936年6月26日にオハイオ州でアリ・ババを下して旧NWA世界ヘビー級王座に就いた。1937年にはジム・マクミラーを破って、イリノイ州でも世界王者として認められる。
1930年代半ばには、世界王座と呼ばれるタイトルは、旧NWA、NYSAC、AWA（マサチューセッツ版）、MWA、NWAミネアポリス版が乱立していた。このあおりを受ける形で、1936年9月、NBAとNWAの年次総会により、これらの乱立した世界選手権は無効とされ、マーシャルは勧告により旧NWA世界王座のタイトルを返上した。
1937年2月5日にオハイオ州コロンバスでレイ・スティールに反則負けを喫しMWA世界ヘビー級王座を失う。この試合は一旦はマーシャルの勝ちとされたが、後に覆されてマーシャルは90日間の出場停止処分を受けている。しかし同年3月11日にスティールが交通事故で負傷したために、マーシャルが再びMWA世界王者として認定される。同年12月29日にミズーリ州セントルイスのキール・オーディトリアムでルー・テーズに敗れ王座を失う。
1938年、テキサス州をサーキットした。1937年5月14日（あるいは遅くとも1938年3月まで）にリトル・ビーバーを破りテキサス州ヘビー級王座（NWA Texas Heavyweight Championship）を獲得。同年3月25日にボストン・ガーデンで、NWA世界ヘビー級王者のスティーブ・ケーシーに挑戦。エアプレーン・スピンを決めて事実上の勝利を得るが、結果はマーシャルの反則負けとなる。この不透明決着に対してリマッチが約束されたが反故にされ、ケーシーは静養を理由に防衛戦を行わなかった。9月14日（19日とも）にカナダのモントリオールで開かれたNWA総会で、ケーシーは王座を剥奪され、マーシャルが再び旧NWA世界ヘビー級王座に就いた（2度目）。この際、テキサス州ヘビー級王座は返上されたと考えられている。
1939年2月23日にミズーリ州セントルイス（コロラド州デンバーあるいはボストンとの説もある）でルー・テーズに敗れて旧NWA世界ヘビー級王座のタイトルを失う。1930年代末からプロレスラーとしての活動は縮小したが、その後も旧NWAでプロレスを続け、1949年に引退した。
プロレスラーとしての活動を縮小する一方で、牧場の仕事に力を入れ始める。最盛期には数千エーカーもの広大な土地でタマネギやメロンを作り、一時は300人もの使用人を抱えた。マーシャルが亡くなる1973年には7,000頭もの牛を擁した。さらにColorado Boys Ranch（のちのCBR Youth Connect。問題を抱えた青少年のための教育・治療施設）の共同設立者としての活動も行った。
ルー・テーズは晩年、マーシャルのことを「今まで会った中で最も才能あふれ、私欲に惑わされないレスラーの一人だ」と評価した。コロラド州の新聞記者ラルフ・テイラーは「彼は常に栄光のためにリングに立ち、全力で堂々としたレスリングを披露し、アメリカ中のファンの称賛を受けた」と評した。

## ルー・テーズとの関係
ルー・テーズのキャリア序盤においても、マーシャルは大きな存在となった。1936年にカンザス州ウィチタで、テーズは、旧NWA世界ヘビー級王座獲得直前のマーシャルと戦っている。この際はテーズはマーシャルに敗れているが、当時トップレスラーであったマーシャルを追い詰めたことに、テーズを売出し中だったプロモーターのトム・パックスは大喜びしたという。
1937年7月の再戦でも、マーシャルはテーズにエビ固めでフォール勝ちする。8月には、マーシャルとテーズはカンザスシティで60分フルタイムドロー。また、11月3日にも対戦し引き分けた。テーズによれば、その後マーシャルはテーズとの再戦を避け続けたという。しかし1937年12月29日に、ミズーリ州でMWA世界王座戦としてマーシャルに挑戦し、王座を奪取した（前述）。当時は、10年程度以上のキャリアを積んだ30歳前後のレスラーが世界王座に就くのが慣例であり（実際、当時マーシャルはキャリア9年で32歳）、テーズが21歳で世界王座となったことは、大きな世代交代を意味した。
1939年2月23日にマーシャルはテーズに敗れて旧NWA世界王座から陥落。同年3月から6月にかけて、テーズと4度リターンマッチを行うが、世界王座の再奪取はならなかった。マーシャルはレスラーとしての活動を縮小させていたときでもあり、この頃にはマーシャルとテーズの実力は完全に逆転していたものと思われる。結局、マーシャルとテーズは11度対戦し、マーシャルから見て2勝4敗5分であった。
後述するように、テーズはマーシャル対策にかなり腐心しており、テーズの代名詞ともいえるバックドロップもマーシャル戦のために生まれた技であった。
日本では、とくに1930年代に活躍したレスラーは一般にはテーズしか知られていないこともあり、マーシャルはテーズが世界王座を奪取した際の相手として紹介されることが多い。

## 得意技
フィニッシュムーブはエアプーレン・スピン。当時はごく一般的な必殺技で、のちにルー・テーズもエアプレーン・スピンを多用した。
また、アームロックやアームプルを好んだ。1930年代にはしばしば「アームプル王」の称号で呼ばれた。
エド・ルイスと並ぶヘッドロックの名手としても恐れられた。ルー・テーズはマーシャル対策として、あえてヘッドロックをかけさせておいて、そこから仕掛けられるバックドロップを生みだした。1937年12月のMWA世界ヘビー級選手権、1939年2月の旧NWA世界ヘビー級選手権では、テーズはバックドロップでマーシャルを破っている。

## 獲得タイトル
括弧内は獲得年月日。
- MWA世界ヘビー級王座（1932年8月4日、1935年7月3日、1937年3月11日？）
- NWA世界ヘビー級王座（1936年6月26日、1938年9月14日）
- テキサス州ヘビー級王座[注釈 8]（1937年5月14日）
- ロッキーマウンテン・ヘビー級王座[注釈 12]（1945年5月21日、1946年4月1日、1946年4月22日、1947年3月3日、1947年5月21日）
- プロレス殿堂入り[注釈 13]（2011年）
- NWA殿堂（2017年度）